# Oliena
Oliena (sardinsky: Ulìana) je italská obec (comune) v provincii Nuoro v regionu Sardinie. Nachází se ve výšce 379 metrů nad mořem a má přibližně 6 600 obyvatel. Rozloha obce je 165,74 km².